# Saint-Georges-de-Gréhaigne
Saint-Georges-de-Gréhaigne település Franciaországban, Ille-et-Vilaine megyében. Lakosainak száma 377 fő (2022. január 1.). Saint-Georges-de-Gréhaigne Roz-sur-Couesnon, Sains, Pleine-Fougères, Beauvoir és Pontorson községekkel határos.

## Népesség
A település népessége az elmúlt években az alábbi módon változott:
| Lakosok száma | 377  | 348  | 386  | 359  | 375  | 375  | 370  | 371  | 371  | 377  |
|               | 1968 | 1982 | 1990 | 2006 | 2013 | 2015 | 2017 | 2019 | 2020 | 2022 |